# لویس مونتی
لویس مونتی (به ایتالیایی: Luis Monti) بازیکن فوتبال اهل ایتالیا است که از سال ۱۹۳۲ میلادی عضو تیم ملی فوتبال ایتالیا بوده و در ۱۸ بازی ملی حضور داشته‌است. او در بازی‌های ملی‌اش ۱ گل به ثمر رساند.
لویس مونتی آخرین بازی ملی خود را در سال ۱۹۳۶ میلادی انجام داد.